# Hatsu Hioki
Hatsu Hioki (Nagoya, 18 luglio 1983) è un lottatore di arti marziali miste giapponese.
Combatte nella categoria dei pesi piuma per l'organizzazione UFC, ed in passato è stato campione dei pesi leggeri Shooto e campione dei pesi piuma sia per World Victory Road Sengoku che per la canadese TKO.
Hioki subì la prima sconfitta per finalizzazione solamente nel 2014, mentre nelle precedenti 7 sconfitte su 36 incontri disputati aveva avuto la peggio sempre ai punti.

## Carriera nelle arti marziali miste

### Shooto, TKO e WVR Sengoku
Hioki ha passato buona parte della sua carriera da lottatore di arti marziali miste nel suo paese di provenienza, forte di associazioni tra le migliori al mondo.
Inizia come professionista nel 2002 con la prestigiosa Shooto e in tre anni e mezzo mette a segno un record personale di 8-1-1, dove l'unica sconfitta patita è per meno di Hiroyuki Takaya per decisione unanime.
Contemporaneamente combatte per l'organizzazione canadese TKO Major League MMA, nella quale esordisce il 5 maggio 2006 nella sfida contro Mark Hominick per titolo dei pesi piuma: Hioki non fallisce e nel secondo round sottomette Hominick con uno strangolamento, divenendo quindi campione di categoria TKO.
Sempre nel 2006 Hioki arriva alla ribalta con un singolo incontro per l'organizzazione Pride Fighting Championships, al tempo considerata la più prestigiosa al mondo: qui la consacrazione è definitiva, dato che sconfigge Jeff Curran, considerato uno dei più forti pesi piuma degli Stati Uniti.
Nel 2007 difende il titolo TKO nel rematch contro Mark Hominick, ma sarà per lui un controverso anno di sconfitte, in quanto nelle due successive gare per Shooto i giudici decidono di assegnare due vittorie risicate ad Antonio Carvalho e Kim Jong-Man.
Hioki non demorde e nelle successive quattro gare di Shooto mette a segno un record di 3-0-1 che lo portano alla seconda difesa del titolo TKO con un record personale da professionista di 15-3-2.
Nel 2008 difende quindi il titolo TKO da Thierry Quenneville con una vittoria per sottomissione nel primo round.
Nel 2009 prende parte al torneo Sengoku Featherweight Grand Prix organizzato dalla connazionale World Victory Road, torneo dove Hioki è il favorito assoluto e non delude le aspettative: sconfigge infatti tre avversari di fila ma a causa di un infortunio dovette saltare la finale; oltretutto il torneo fu vinto da Masanori Kanehara, sconfitto da Hioki in semifinale.
Nel 2010 arriva finalmente la sfida per una cintura Shooto, in questo caso quella dei pesi leggeri: Hioki sconfigge Takeshi Inoue ai punti e ottiene la cintura di campione, la seconda in contemporanea assieme a quella TKO.
Lo stesso anno arriva anche la terza cintura, ovvero quella di campione dei pesi piuma World Victory Road Sengoku ottenuta con la vittoria contro il brasiliano Marlon Sandro, al tempo considerato uno dei primi dieci pesi piuma al mondo.

### Ultimate Fighting Championship
Dopo aver dimostrato chiaramente sui ring e nelle gabbie giapponesi e canadesi di essere un top fighter assoluto, Hioki tenta l'avventura statunitense con l'UFC, che dopo la caduta di Pride divenne all'unanimità la federazione più importante del pianeta nelle arti marziali miste.
L'esordio è datato 29 ottobre 2011 e consiste in una contestata vittoria di misura sull'ex campione Rage in the Cage George Roop.
Visto il vittorioso debutto nella gara successiva Hioki si confrontò con Bart Palaszewski, numero 9 al mondo per Sherdog.com: qui Hioki si riscattò dal punto di vista della prestazione, dominando il proprio avversario sia in piedi che a terra e incrementando le voci di una sua possibile sfida al campione in carica José Aldo.
Hioki venne però sconfitto nel successivo incontro per mano di Ricardo Lamas, al quale i giudici di gara diedero vinti due round su tre.
Iniziò il 2013 con un'ulteriore sconfitta contro l'ex top 10 dei pesi leggeri Clay Guida, benché si trattò di una decisione non unanime dei giudici di gara nel punteggio finale.
In agosto arrivò la terza sconfitta consecutiva per mano di Darren Elkins che ottenne la vittoria per decisione unanime grazie ad un takedown con successivo controllo durante il terzo round.
Nel 2014 salva il proprio posto in UFC con una vittoria contro l'ex top 10 dei pesi gallo Ivan Menjivar.
Lo stesso anno subisce la sua prima sconfitta per finalizzazione venendo strangolato dal talento Charles Oliveira in un incontro disputatosi in Nuova Zelanda.
Ad aprile del 2015 affrontò e venne sconfitto per KO da Dan Hooker, subendo così la sua prima sconfitta per knockout.

### Risultati nelle arti marziali miste
| Risultato | Record | Avversario          | Metodo                             | Evento                                  | Data              | Round | Tempo | Città                      | Note                                               |
| --------- | ------ | ------------------- | ---------------------------------- | --------------------------------------- | ----------------- | ----- | ----- | -------------------------- | -------------------------------------------------- |
| Sconfitta | 27-9-2 | Dan Hooker          | KO (calcio alla testa e pugni)     | UFC Fight Night: Miocic vs. Hunt        | 10 maggio 2015    | 2     | 4:13  | Adelaide, Australia        |                                                    |
| Sconfitta | 27-8-2 | Charles Oliveira    | Sottomissione (anaconda)           | UFC Fight Night: Te Huna vs. Marquardt  | 28 giugno 2014    | 2     | 4:32  | Auckland, Nuova Zelanda    |                                                    |
| Vittoria  | 27-7-2 | Ivan Menjivar       | Decisione (unanime)                | UFC Fight Night: Kim vs. Hathaway       | 1º marzo 2014     | 3     | 5:00  | Cotai, Macao               |                                                    |
| Sconfitta | 26-7-2 | Darren Elkins       | Decisione (unanime)                | UFC Fight Night: Condit vs. Kampmann 2  | 28 agosto 2013    | 3     | 5:00  | Indianapolis, Stati Uniti  |                                                    |
| Sconfitta | 26-6-2 | Clay Guida          | Decisione (non unanime)            | UFC on Fox: Johnson vs. Dodson          | 26 gennaio 2013   | 3     | 5:00  | Chicago, Stati Uniti       |                                                    |
| Sconfitta | 26-5-2 | Ricardo Lamas       | Decisione (unanime)                | UFC on FX: Maynard vs. Guida            | 22 giugno 2012    | 3     | 5:00  | Atlantic City, Stati Uniti |                                                    |
| Vittoria  | 26-4-2 | Bart Palaszewski    | Decisione (unanime)                | UFC 144: Edgar vs. Henderson            | 26 febbraio 2012  | 3     | 5:00  | Saitama, Giappone          |                                                    |
| Vittoria  | 25-4-2 | George Roop         | Decisione (non unanime)            | UFC 137: Penn vs. Diaz                  | 29 ottobre 2011   | 3     | 5:00  | Las Vegas, Stati Uniti     | Debutto in UFC                                     |
| Vittoria  | 24-4-2 | Donald Sanchez      | Sottomissione (triangolo)          | Shooto Tradition 2011                   | 29 aprile 2011    | 2     | 1:36  | Tokyo, Giappone            |                                                    |
| Vittoria  | 23-4-2 | Marlon Sandro       | Decisione (unanime)                | Sengoku: Soul of Fight                  | 30 dicembre 2010  | 5     | 5:00  | Tokyo, Giappone            | Vince il titolo dei Pesi Piuma WVR Sengoku         |
| Vittoria  | 22-4-2 | Jeff Lawson         | Sottomissione (triangolo)          | World Victory Road Presents: Sengoku 14 | 22 agosto 2010    | 1     | 2:09  | Tokyo, Giappone            |                                                    |
| Vittoria  | 21-4-2 | Takeshi Inoue       | Decisione (non unanime)            | Shooto: The Way of Shooto 3             | 30 maggio 2010    | 3     | 5:00  | Tokyo, Giappone            | Vince il titolo dei Pesi Leggeri Shooto            |
| Sconfitta | 20-4–2 | Michihiro Omigawa   | Decisione (non unanime)            | World Victory Road Presents: Sengoku 11 | 7 novembre 2009   | 3     | 5:00  | Tokyo, Giappone            |                                                    |
| Vittoria  | 20-3-2 | Masanori Kanehara   | Decisione (unanime)                | World Victory Road Presents: Sengoku 9  | 2 agosto 2009     | 3     | 5:00  | Saitama, Giappone          | Sengoku Featherweight Grand Prix, Semifinale       |
| Vittoria  | 19-3-2 | Ronnie Mann         | Sottomissione (triangolo)          | World Victory Road Presents: Sengoku 8  | 2 maggio 2009     | 1     | 3:09  | Tokyo, Giappone            | Sengoku Featherweight Grand Prix, Quarti di finale |
| Vittoria  | 18-3-2 | Chris Manuel        | Sottomissione (armbar triangolare) | World Victory Road Presents: Sengoku 7  | 20 marzo 2009     | 1     | 4:12  | Tokyo, Giappone            | Sengoku Featherweight Grand Prix, Primo turno      |
| Vittoria  | 17-3-2 | Rumina Sato         | KO Tecnico (pugni)                 | Shooto Tradition 4                      | 29 novembre 2008  | 1     | 3:32  | Tokyo, Giappone            |                                                    |
| Vittoria  | 16–3-2 | Thierry Quenneville | Sottomissione (triangolo)          | TKO 35: Quenneville vs. Hioki           | 3 ottobre 2008    | 1     | 4:14  | Montréal, Canada           | Difende il titolo dei Pesi Piuma TKO               |
| Parità    | 15-3-2 | Hiroshi Nakamura    | Parità                             | Shooto: Gig Central 15                  | 3 agosto 2008     | 3     | 5:00  | Aichi, Giappone            |                                                    |
| Vittoria  | 15–3-1 | Baret Yoshida       | KO Tecnico (pugni)                 | Shooto: Back To Our Roots 8             | 28 marzo 2008     | 1     | 4:51  | Tokyo, Giappone            |                                                    |
| Vittoria  | 14–3-1 | Katsuya Toida       | Sottomissione (armbar)             | Shooto: Back To Our Roots 7             | 26 gennaio 2008   | 2     | 4:30  | Tokyo, Giappone            |                                                    |
| Vittoria  | 13–3-1 | Brian Geraghty      | Decisione (unanime)                | Heat 5                                  | 25 novembre 2007  | 3     | 5:00  | Aichi, Giappone            |                                                    |
| Sconfitta | 12-3–1 | Kim Jong-Man        | Decisione (non unanime)            | Shooto: Gig Central 13                  | 8 ottobre 2007    | 3     | 5:00  | Aichi, Giappone            |                                                    |
| Sconfitta | 12-2–1 | Antonio Carvalho    | Decisione (non unanime)            | Shooto: Back To Our Roots 3             | 18 maggio 2007    | 3     | 5:00  | Tokyo, Giappone            |                                                    |
| Vittoria  | 12–1-1 | Mark Hominick       | Decisione (maggioranza)            | TKO 28: Inevitable                      | 9 febbraio 2007   | 5     | 5:00  | Montréal, Canada           | Difende il titolo dei Pesi Piuma TKO               |
| Vittoria  | 11–1-1 | Byon Sho Kim        | KO Tecnico (stop medico)           | Shooto: Gig Central 11                  | 26 novembre 2006  | 1     | 1:32  | Aichi, Giappone            |                                                    |
| Vittoria  | 10–1-1 | Jeff Curran         | Decisione (unanime)                | Pride Bushido 12                        | 26 agosto 2006    | 2     | 5:00  | Aichi, Giappone            | Debutto in Pride                                   |
| Vittoria  | 9–1-1  | Mark Hominick       | Sottomissione (triangolo)          | TKO 25: Confrontation                   | 5 maggio 2006     | 2     | 5:00  | Montréal, Canada           | Vince il titolo dei Pesi Piuma TKO                 |
| Parità    | 8-1-1  | Bao Quach           | Parità                             | Shooto: Gig Central 9                   | 26 febbraio 2006  | 3     | 5:00  | Aichi, Giappone            |                                                    |
| Vittoria  | 8–1    | Tom Niinimaki       | Sottomissione (armbar)             | Shooto 2005: 11/6 in Korakuen Hall      | 6 novembre 2005   | 1     | 3:03  | Tokyo, Giappone            |                                                    |
| Vittoria  | 7–1    | Hideki Kadowaki     | Sottomissione (armbar)             | Shooto: Gig Central 8                   | 3 luglio 2005     | 2     | 3:34  | Nagoya, Giappone           |                                                    |
| Vittoria  | 6–1    | Joe Pearson         | Sottomissione (pugni)              | Shooto: Gig Central 7                   | 27 marzo 2005     | 1     | 1:35  | Nagoya, Giappone           |                                                    |
| Vittoria  | 5–1    | Tsutomu Shiiki      | Decisione (unanime)                | Shooto: Gig Central 6                   | 12 settembre 2004 | 2     | 5:00  | Nagoya, Giappone           |                                                    |
| Vittoria  | 4–1    | Yohei Nanbu         | Decisione (unanime)                | Shooto: Gig Central 5                   | 28 marzo 2004     | 2     | 5:00  | Nagoya, Giappone           |                                                    |
| Sconfitta | 3–1    | Hiroyuki Takaya     | Decisione (unanime)                | Shooto: 7/13 in Korakuen Hall           | 13 luglio 2003    | 2     | 5:00  | Tokyo, Giappone            |                                                    |
| Vittoria  | 3–0    | Yoshinori Amari     | Sottomissione (armbar)             | Shooto: Gig Central 3                   | 30 marzo 2003     | 2     | 2:38  | Nagoya, Giappone           |                                                    |
| Vittoria  | 2–0    | Edward Button       | KO Tecnico (pugni)                 | Shooto: Treasure Hunt 11                | 15 novembre 2002  | 1     | 4:11  | Tokyo, Giappone            |                                                    |
| Vittoria  | 1–0    | Masanori Sugatani   | Sottomissione (rear naked choke)   | Shooto: Gig Central 2                   | 6 ottobre 2002    | 1     | 2:29  | Aichi, Giappone            |                                                    |